# Jakob Lutz
Jakob Lutz (1845 - 1921), was een Zwitsers politicus. Hij was lid van de Vrijzinnig Democratische Partij (FDP).
Lutz maakte deel uit van de Regeringsraad van het kanton Zürich. In 1904 en in 1911 was hij voorzitter van de Regeringsraad (dat wil zeggen regeringsleider) van het kanton Zürich.